# Gruppe Christopher
Die Gruppe Christopher aus der badischen Kleinstadt Bruchsal zählte zu den oppositionellen Jugendgruppen unter der Herrschaft des Nationalsozialismus. Die Gruppe ging aus dem bereits im Jahre 1919 gegründeten Bund Neudeutschland hervor. Sie umfasste etwa 35 Mitglieder und zu ihren Aktivitäten gehörten Zeltlager, Wanderungen und Wallfahrten. Die Gruppe agierte aus dem Selbstverständnis heraus, jugendlich und katholisch zu sein und widersetzte sich der Gleichschaltung, die das NS-Regime für sie vorgesehen hatte. Die erklärten Ziele der jungen Katholiken waren ein hohes Maß an Nähe zur Natur und körperlicher Fitness.

## Entstehung
Die „Gruppe Christopher“ entstand aus den Betätigungsverboten der Nationalsozialisten, denn diese bedeuteten, dass jeder Jugendorganisation, mit Ausnahme der Hitlerjugend, eine weitere Ausübung ihrer Praktiken verboten wurde. Im Falle des Bund „Neudeutschland“ betraf dies primär die gemeinsame Fahrt (Wandern und Zeltlager). Auch wenn die katholischen Jugendverbände durch das Reichskonkordat noch eine etwas privilegierte Stellung hatten, wurde das gewohnte Schaffen im Verband „Neudeutschland“ zunehmend schwieriger. Auch wenn durch die Vereinbarungen zwischen der NS-Regierung und der katholischen Kirche eine „rein religiöse“ Arbeit im „Binnenraum der Kirche“ gestattet war, was prinzipiell eine Beschränkung auf rein seelsorgerische Arbeiten bedeutete, war es dem Bund nicht mehr möglich, seine Traditionen und Praktiken fortzuführen.
Die Bruchsaler Sektion von „Neudeutschland“ führte die Tradition der Wallfahrten und Zeltlager trotz enormen Verfolgungsdrucks durch gleichaltrige Angehörige der Hitlerjugend im badischen Hügelland weiter fort. Man erweiterte den Aktionsradius sogar auf Gebiete des Schwarzwalds, um Sternfahrten zu unternehmen.
Ein Verbot des Bundes „Neudeutschland“ durch den Reichsführer SS und Chef der Deutschen Polizei Heinrich Himmler folgte am 27. Juni 1939. Dieser Umstand wurde von dem ehemaligen Gruppenführer des „ND“ Hans Bausch (…) allen verbliebenen Bundesgenossen schriftlich mitgeteilt. Chiffriert enthielt der Brief folgende Botschaft:
„Man kann nur die Organisation verbieten, nicht die Gesinnung. Wir bleiben was wir waren. Wir machen irgendwie weiter, aber niemand darf davon erfahren“.
Auf das Verbot folgten kurze Zeit später Hausdurchsuchungen bei Bausch und weiteren Mitgliedern. In diesem Zuge beschlagnahmte die „Geheime Staatspolizei“ einige Bücher, darunter „Die Buddenbrocks“, aus elterlichen Wohnungen und sprach nochmals ein Verbot zur Weiterführung des Bundes „Neudeutschland“ aus. Trotz dieser Machtdemonstration des Staates gründeten die ehemaligen Mitglieder des „ND“ eine neue Gruppe in derselben Tradition und Struktur. In Anlehnung an den heiligen Christophorus – den Schutzpatron der Reisenden – nannten sie sich die „Gruppe Christopher“, die in erster Linie das Ziel verfolgte, den Gedankenaustausch und die langjährigen Freundschaften aufrechtzuerhalten.

### Bekannte Mitglieder
| - Hermann, Hubert und Franzpeter Bläsi - Rudi Farrenkopf - Willibrord Kraut - Berthold Frey - Norbert Lampert - Werner und Klaus Schnell - Kunibert Saur - Willi Fröhlich - Rudolf Fackler - Erich Schulz - Hermann Soder - Franz Schmidt | - Joseph Sparn - Günther Fierhauser - Emil Greulich - Franz Brückmann - Gerhard Dengel - Franz J. Schmitt - Otto Pfau - Hans Bausch - Anton Heuchemer - Otto B. Roegele - Paul Kallenbach - Fritz Sautner |

## Entwicklung und Schaffen der Gruppe
Die ursprünglichen Ziele waren nicht unproblematisch umzusetzen. Jedes Mitglied, das bereits die Allgemeine Hochschulreife erreicht hatte, wurde für ein halbes Jahr zum Reichsarbeitsdienst und anschließend zur Wehrmacht verpflichtet. Man versuchte eine Gruppenkommunikation aufrechtzuerhalten, indem man die Feldpost der Mitglieder reihum schickte. Eine Gefahr stellte hierbei die Kontrolle der Soldatenpost dar. Man versuchte sich dieser zu entziehen, indem man die Post der Mitglieder in eigens produzierten „Wir“-Heften sammelte und diese dann an jeden Einzelnen versendete. Für die Obrigkeit war es aufgrund von Decknamen und anderen Codierungen dieser Hefte schwer festzustellen, wer der Urheber der Schriften war.
Die Unternehmungen der Gruppe wurden von keiner katholischen Autorität unterstützt, da diese versuchten, sich des Vorwurfes des politischen Katholizismus weitgehend zu entziehen. Wäre gegen die Autoritäten ein solcher Vorwurf begründet angebracht worden, hätten diese auch den Bereich der ihr zugestandenen Seelsorge im nationalsozialistischen Deutschland verloren. Auch aus den Elternhäusern der jungen Männer erfolgte keine Unterstützung.
In diesem Zusammenhang bezeichnete Otto B. Roegele als Mitglied der „Gruppe Christopher“ den Leitsatz der HJ „Jugend führt Jugend“ als „Ironie der Geschichte“.

## Verfolgung und Ausgrenzung
Die Verfolgung seitens der Gestapo erfolgte ab dem 12. Mai 1941, als Wilhelm Eckert (1923–1943) und andere Mitglieder der „Gruppe Christopher“ in den Fokus der NS-Behörden gerieten. Im Zuge der Ermittlungen suchte man seitens der Geheimen Staatspolizei den „Mann im Hintergrund“, da die ermittelnden Beamten nicht davon überzeugt waren, dass sich eine Gruppe junger Männer so gut organisieren konnte. Die Ermittlungen wurden selbst auf die im Felde kämpfenden Mitglieder der Gruppe ausgeweitet. Sie wurden durch die Geheime Feldpolizei an ihren jeweiligen Frontabschnitten vernommen. Diese Vorgehensweise funktionierte nicht bei allen verpflichteten Angehörigen der „Gruppe Christopher“, da sich einige Kommandierende der Wehrmacht gegen die Sinnhaftigkeit einer Vernehmung aussprachen.
Im Zuge der Ermittlungen um Wilhelm Eckert fand man ein Telegramm des katholischen Geistlichen Franz Schmitt. Schmitt war ein ehemaliger Gruppenleiter des ND (1930–1935) und galt damit für die Ermittler als Hauptverdächtiger. Der Priester wurde in Chemnitz, wo er seinen Beruf ausübte, in Haft genommen und in das Arbeitserziehungslager Maltheuern bei Brüx überstellt.
In diesem Lager verblieb Schmitt bis zu seiner Anhörung am 21. November 1941 vor dem Landgericht Karlsruhe. Neben dem Chemnitzer Kaplan wurden drei weitere Mitglieder der „Gruppe Christopher“ verhandelt, darunter Wilhelm Eckert und Otto Pfau. Pfau war zu diesem Zeitpunkt bereits Gefreiter der Wehrmacht.

### Tatbestandsvorwürfe und Urteile
Mit der „illegalen Fortführung“ des Bundes „Neudeutschland“ hatten die Mitglieder gegen die §§ 1,4 der Verordnung zum Schutze von Volk und Staat verstoßen. Dabei handelte es sich um die sogenannte Heimtückeverordnung.
Bereits am Ende des ersten Verhandlungstages wurden die Angeklagten im Sinne der oben genannten Anklage schuldig gesprochen. Der Priester Franz Schmitt wurde zu zehn, Wilhelm Eckert zu acht Monaten Haft verurteilt. Gegen Otto Pfau, Paul Kallenbach und Anton Heuchemer konnten aufgrund ihres Einsatzes bei der Wehrmacht keine Urteile gesprochen werden, da ihnen durch die zuständigen Kommandeure keine Reiseerlaubnis erteilt wurde.
Darüber hinaus fanden Vernehmungen sowie Drohungen gegen die Gruppe weiterhin statt. Allerdings hatte das Vorgehen der Behörden lediglich zur Folge, dass Eintragungen in die Militärpapiere der jungen Männer stattfanden, die Probleme bei Beförderungen in deren militärischer Laufbahn verursachten. Otto B. Roegele schloss in seinen Aufzeichnungen mit der folgenden Bemerkung:
„(…) der Eindruck verstärkte sich, daß dies Schritte waren, die Voraussetzungen schaffen sollten, um die Sache nach dem „Endsieg“ großzügig zu erledigen…“

### Rezeption des Urteils
Mit den herkömmlichen Urteilen der NS-Justiz im Falle von Widerstandsgruppen war das Urteil gegen die „Gruppe Christopher“ nicht zu vergleichen. Der Zeuge Otto B. Roegele sprach in diesem Zusammenhang sogar von einer Art Respekt, die den Angeklagten seitens der Richter entgegengebracht wurde. Große Bestätigung fanden die Angehörigen der Gruppe in der Urteilsbegründung des Gerichts, als dort formuliert wurde, dass eine Auflösung von „Neudeutschland“ nie stattgefunden habe und das Verbot einer weiteren „Betätigung“ das innere Bundesleben keineswegs beeinflusst hatte.
Weitere Anklagen gab es trotz Drängen der „Gestapo-Leitstelle“ in Karlsruhe nicht. Das Verfahren wurde mit der Besetzung Süddeutschlands durch die alliierten Streitkräfte im Oktober 1945 formell eingestellt.

## Abgrenzung zu anderen Widerstandsgruppen im "Dritten Reich"
Abgesehen von der Popularität der „Gruppe Christopher“ im Vergleich zu anderen Widerstandsgruppen unterschied sich die Art des Widerstandes an sich. Ein kurzer Vergleich im Folgenden soll diese Unterschiede aufzeigen.

### Die Swing-Jugend
Verglichen mit dem katholischen Jugendwiderstand, hatte die „Swing“-Jugend eine andere Zielsetzung und praktizierte damit auch eine andere Art Widerstand gegen das bestehende System. Sie war zusätzlich ein internationales Phänomen und eine unreligiöse Bewegung aus dem gehobenen Mittelstand. Dabei war sie weder am Reichsarbeitsdienst, noch am Dienst in der Wehrmacht interessiert. Ein aktiver Widerstand gegen diese Institutionen ging jedoch von den „Swings“ nicht aus.

### Die Weiße Rose
Der Widerstand der Geschwister Sophie und Hans Scholl sowie Christoph Probsts und Kurt Hubers war aufgrund seiner Art ein ganz anderer als derjenige, der von der Bruchsaler Gruppe ausging. Die Weiße Rose sah in ihrem Widerstandskonzept die Öffentlichkeit als klar definiertes Element, während „Christopher“ lediglich der Bewahrung von Tradition und Gemeinschaft gewidmet wurde.
Dementsprechend unterschied sich auch der Tatbestand, den der Volksgerichtshof gegen die „Weiße Rose“ vorbrachte in hohem Maße von dem gegen die „Gruppe Christopher“. So wurden die Geschwister Scholl und ihre Mitstreiter im Sinne der „Vorbereitung zum Hochverrat, landesverräterischer Feindbegünstigung und Demoralisierung der Wehrkraft“ angeklagt und schuldig gesprochen. Die Sechs Hauptangeklagten wurden im Zuge dessen zum Tode verurteilt, während ihre Mitwissen und Helfer zu Haftstrafen zwischen sechs Monaten und zehn Jahren verurteilt wurden.
Auch die Sozialisation innerhalb der Familie unterschied sich in der Zeit des Aufwachsens erheblich von der der Bruchsaler Jugendlichen. Die Eltern der badischen Gruppenmitglieder verhielten sich in ihrem Zutun zum Widerstand eher passiv. Robert Scholl, der Vater von Hans und Sophie Scholl, bezeichnete das Ulmer Schutzhaftlager – Oberer Kuhberg bereits zum Anfang der 1930er Jahre öffentlich als „Krieg mitten im Frieden“. Zeigten die Geschwister Begeisterung für die Politik Adolf Hitlers oder die Institution der Hitlerjugend, entgegnete ihnen ihr Vater:
„Glaubt ihnen nicht, sie sind Wölfe und Bärentreiber, und sie mißbrauchen das deutsche Volk schrecklich“.
Ebenfalls zu einer unterschiedlichen Wahrnehmung des Systems der Nationalsozialisten führte der Umstand des Wohnortes. Während die Scholls in Ulm, der Stadt mit der größten Garnison des Dritten Reiches aufwuchsen und aus nächster Nähe sahen, was mit systemfeindlichen Menschen geschah, blieb Bruchsal als Kleinstadt und damit auch seine Jugend unbehelligt.

### Edelweißpiraten
Die Edelweißpiraten suchten ganz offen die Konfrontation mit der Hitlerjugend und leisteten damit aktiven Widerstand gegen die Staatlichkeit. Eine Gemeinsamkeit der beiden Gruppen besteht in ihrem Organisationsmuster, denn auch die „Edelweißpiraten“ orientierten sich an Struktur und Praxis der „Bündischen Jugend“.
Auch die Aufmerksamkeit, die beide Gruppen erfuhren, unterschied sich maßgeblich, als sich Reinhard Heydrich auf Befehl Heinrich Himmlers der „Sache mit den Edelweißpiraten“ annahm. Die Auseinandersetzungen wurden damit zunehmend intensiver, als Resultat dieser Auseinandersetzungen mit der Obrigkeit, führte für einige Mitglieder der „Edelweißpiraten“ der Weg in das Jugendkonzentrationslager Moringen.
Generell besteht der größte Unterschied zwischen den genannten Gruppen und den Bruchsaler Jugendlichen sowie deren Widerstand in den katholischen Grundsätzen der jungen Männer. Otto B. Roegele nannte die Umstände ein „Trilemma zwischen vaterländischer Pflichterfüllung, Abwehr der Kommunismusgefahr und Treue zur Kirche“.
Dieses „Trilemma“ ist eine Eigenheit der Gruppe, aber auch ein allgemeiner Umstand, mit dem sich der katholische Widerstand konfrontiert sah. Es erscheint also sinnvoll, den Widerstand der Jugendlichen als einen Widerstand nach katholischer Art zu verstehen, denn er bezog sich nur auf die Erhaltung der vorherigen Lebensumstände im religiösen Verbund. Systemfeindliche, auf einen Umsturz abzielende Tendenzen hatte die Bruchsaler Gruppe nicht. In ihrem individuellen Schaffen war sie eine direkte Ableitung der vatikanischen Gesamtpolitik.
Der Unterschied der Gruppen liegt also darin, dass im Vergleich zu Gruppen wie der „Weißen Rose“ oder den „Edelweißpiraten“ keine politische Überzeugung vorlag, sondern eine religiös-weltanschauliche, die eine Nonkonformität erzeugte. Ein weiteres Beispiel neben der „Gruppe Christopher“ wäre der „Katholische Jungmännerverband“, gegen den 1937 in Dortmund auf derselben Grundlage ein Urteil aufgrund von „Pflege bündischen Brauchtums“ ausgesprochen wurde.
Revolutionen sind Teufelswerke und „Wir Christen machen keine Revolution“, sagte Clemens August Graf von Galen. Man suchte eine friedliche Koexistenz mit dem Nationalsozialismus, da man den Kommunismus als eine wesentlich größere Bedrohung ansah. Von dieser Ansicht machten sich auch die katholischen Jugendlichen nicht frei. Das galt jedenfalls für die „Gruppe Christopher“.